# Зиммет, Хайнц
Ха́йнц Зи́ммет (нем. Heinz Simmet; 22 ноября 1944, Гёттельборн — 31 января 2024, Хюрт) — немецкий футболист, игравший на позиции полузащитника.

## Биография

### Игровая карьера
Зиммет играл за нойнкирхенскую «Боруссию» и «Рот-Вайсс».
В 1967 году перешёл в «Кёльн», за который сыграл 11 сезонов, выиграв в составе этой команды чемпионский титул 1978 года и три Кубка Германии. Рекордсмен по сыгранным подряд матчам в Бундеслиге (259 выходов на поле с 1970 по 1977 год).

### Смерть
Скончался 31 января 2024 года в возрасте 79 лет.

## Достижения
«Кёльн»
- Чемпион Германии (1): 1977/78
- Обладатель Кубка Германии (3): 1967/1968, 1976/1977, 1977/1978